# Roscoe Frank Sanford
Roscoe Frank Sanford (6 de octubre  de 1883-7 de abril de 1958) fue un astrónomo estadounidense, especializado en la espectrografía de las estrellas de carbono.

## Semblanza
Sanford nació en Faribault (Minnesota), el mayor de los cinco hijos de Frank W. Sanford y de su mujer Alberta Nichols. Después de completar su etapa escolar en su ciudad natal, acudió a la Universidad de Minnesota, donde se graduó en 1905, obteniendo una beca Rhodes.
Tras ser profesor de instituto durante un año, obtuvo una plaza de ayudante en el Observatorio Lick. El Instituto Carnegie de Washington aprobó los planes de Lewis Boss para realizar observaciones astronómicas en América del Sur, y Sanford resultó seleccionado para viajar allí como ayudante. El grupo de nueve hombres enviado a Sudamérica dedicó casi dos años a observar las estrellas de mayor brillo del hemisferio sur, con Sanford realizando observaciones telescópicas y lecturas de círculo meridiano.
Tras regresar a los Estados Unidos, volvió a Sudamérica en 1911 como ayudante en Santiago de Chile. Allí desarrolló su interés por la espectrografía estelar utilizando la fotografía. Entre sus trabajos figuraba la medición de velocidades de las Nubes de Magallanes, el primer estudio de velocidades extra galácticas.
Regresó al Observatorio Lick en 1915, del que pasó a ser miembro en 1917, el mismo año en el que se doctoró en la Universidad de California, y en el que se casó con Mabel Aline Dyer. La pareja tuvo cinco hijos: Jane, Eleanor, Wallace, Allan y Marguerite.
Sanford pasó un corto período trabajando en el Observatorio Dudley, incorporándose a continuación al personal del Observatorio del Monte Wilson, en el que transcurrió la mayor parte del resto de su carrera, retirándose en 1949. Estuvo dedicado a investigaciones clasificadas durante dos años, antes de regresar al Monte Wilson de nuevo, donde continuó trabajando hasta 1956.
Durante su carrera publicó más de sesenta artículos, muchos de ellos sobre la espectroscopía de estrellas binarias, estrellas variables, y variables Cefeidas, incluyendo mediciones de sus velocidades radiales. Su contribución más significativa se centró en el estudio de las clases estelares R- y N-, pertenecientes al tipo de las enanas rojas frías (posteriormente reclasificadas como estrellas de carbono). Publicó un atlas espectral del último tipo de estrellas de carbono, y también determinó las características espectrales del isótopo carbono-13.
En 1944 presidió la Sociedad Astronómica del Pacífico, y formó parte de dos comisiones (29 y 30) de la Unión Astronómica Internacional. Dominaba el español, escribiendo dos artículos en esta lengua.
Falleció en su casa de Pasadena en 1958.

## Eponimia
- El cráter lunar Sanford lleva este nombre en su memoria.[2]